# 船洋
船洋是对正面镌有孫中山像、背面铸有帆船图样的中国银币的俗称。船洋最早由民國十八年出現帆船幣試鑄版，後于民国二十一年（1932年）开始正式铸造，是當年中国國民政府北伐統一中國後，為了取代當時具有北洋政府所发行的袁大頭银币，由於成銀色穩定，造型優美而受到銀幣藏家愛戴，在中國藏家中也有人稱他為孫大頭（對應孫小頭）。常傳於世的有民国二十二年、二十三年版本，也有少量二十一年版，其中又以民国二十三年版存世量最大。

## 历史
民國十八年初（1929年），中華民國財政部邀外國人設計新幣，後由美、日、英、意、奧五國造幣公司根據同一草圖試造了一批孫中山側像樣幣，並在杭州試鑄少量樣品。但是南京國民政府並未直接採用外國樣幣。
直到民國二十一年（1932），才由上海中央造幣廠鑄造第一枚船洋銀幣，該幣是國民政府放棄金本位幣制，確定銀本位幣制，並公佈〈鑄造條例草案〉前夕所發行的第一枚船洋銀幣，外國人稱之為 Junk Dollar，在圖案設計方面，帆船上方為三隻海鷗，帆船右方為旭日東昇，當時中、日兩國關係緊張，剛發行的中國帆船銀幣圖案被部分人仕認為是不祥之兆，因為背面旭日東昇圖被解釋為日本帝國即將崛起，三隻海鷗被解釋為日本轟炸機在中國領空盤旋，而當時日本政府策動東三省獨立建立滿州國傀儡政府，因此也有人說三隻海鷗象徵東三省飛走了。因此國民政府於民國22年開始，將帆船銀圓的圖案刪除了有爭議的部分，同時回收銷毀已流通的民國21年版中國帆船銀幣，故真正大量鑄造且流通的銀本位國幣是民國22年之後發行的正面孫中山像，背面帆船圖的壹圓銀幣。 
民國22年3月（1933年），國民政府財政部頒佈了《廢兩改元令》和《銀本位幣鑄造條例》，決定結束各省鑄銀元的局面，將銀幣的鑄造權收歸於設在上海的中央造幣廠，並決定先從上海實施廢兩改元，規定從1933年4月6日起，所有公私款項的收付，須一律改用銀幣，不得再用銀兩交易。同年，全新款式的銀幣——船洋，開始在上海中央造幣廠鑄造。1935年，國民政府實行貨幣改革，放棄銀本位，改為發行法定貨幣（即法幣），同時收回銀圓，禁止流通。銀圓於是不再具有法定的地位。
1949頃，由于金圆券的大量发行，致使物价急速上涨，国民党政府急于进行币制改革，企图用银元券来缓解当前的危机，于是在1949年7月1日正式通过《银元及银元券发行办法》，允准成都，重庆，台北，云南，新疆等分厂铸造银元，这是官方的正式公告。但是因各地戰況告急，1949年五月，解放軍佔領上海，國民黨當局立即將上海总厂的机器模具分别运至成都和台北，又因當時局勢危急，只能緊急向美國訂購3000万枚银币，企圖挽回已經受到通貨膨脹凌遲而殘破不堪的中國經濟，然而隨著國民黨在中國戰局節節敗退，1949年12月國民政府全面退守台灣，中華民國政府失去了整個中國大陸，數個月後，銀圓及銀圓券均在中國進入歷史。
根據相關資料與KP世界錢幣目錄資料記載，民國二十二年船洋銀幣鑄造量約為46,400,000枚，民國二十三年鑄造量約為128,740,000枚，當中包含1949年委託美國三家造幣廠鑄造的三千萬枚。

## 图案、面额及版本

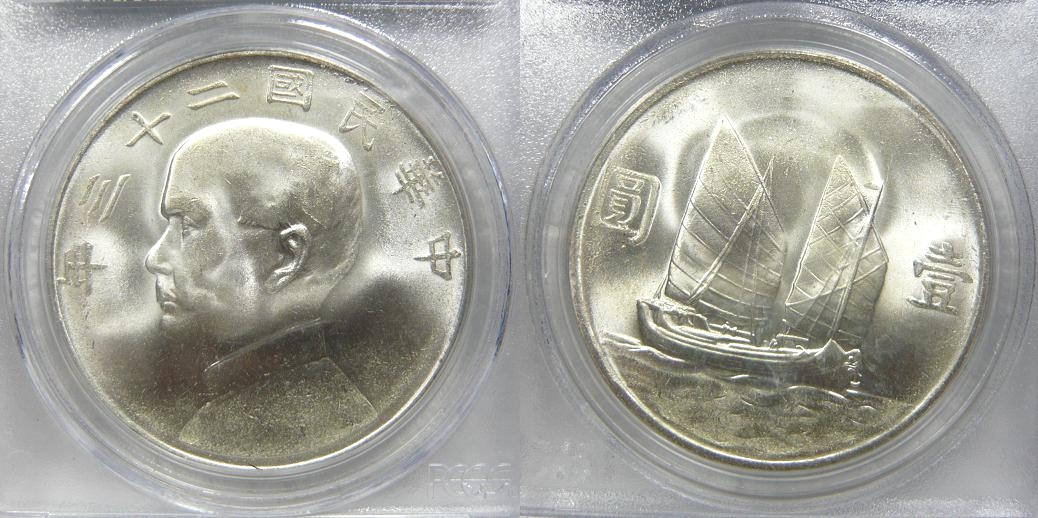
民国二十三年版船洋。

船洋正面均为铸造年份及孫中山像；背面为中國帆船圖案及面值，在中國帆船的背後有孫像的倒影，現存版本多為民國二十三年，民國二十二年居多，民國二十一年的船洋亦稱三鳥幣，因當時言論過激迫使中國政府回收導致世傳稀少，另有金本位版三鳥流傳於世，是由於中國政府原本希望改用金本位制，但是因為當年中國政府經濟狀況不允許而作罷。